# Измельчение (кулинария)

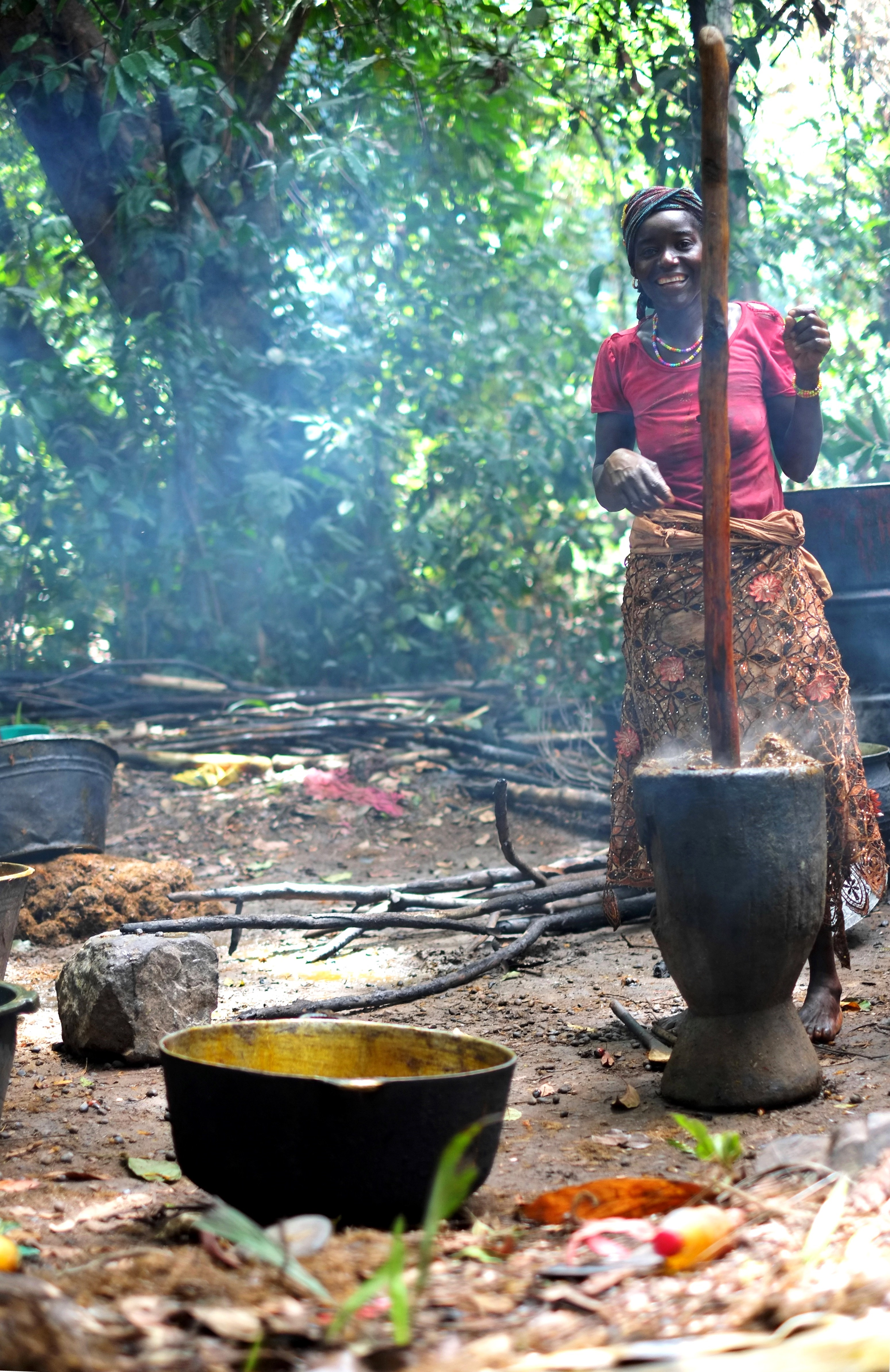
Приготовление пальмового масла в ступе

Измельчение — кулинарная техника, предполагающая разрушительное физическое воздействие на продукт. Используется три вида воздействия: сдавливание, ударное воздействие и резание. Измельчение применяется для того, чтобы упростить пищеварение: чем больше поверхность для воздействия желудочных ферментов, тем быстрее пищу можно переварить; также измельчённые продукты быстрее готовятся и заквашиваются. Помимо этого, измельчённые продукты легче смешиваются, их консистенцией легче управлять; у многих продуктов при измельчении раскрывается вкус. С другой стороны, измельчение снижает срок годности и ускоряет разрушение таких веществ как витамин C и тиамин.

## Описание
Измельчением пищи в организме человека занимаются задние зубы, моляры. Некоторые кухни предполагают измельчение продуктов при приготовлении путём пережёвывания: рис для саке жевали в начале 1 тысячелетия нашей эры, а корень кавы жуют и в XXI веке.
Первыми инструментами для измельчения были зернотёрки и рубила, люди производили их начиная с неолита. В Древнем Египте появились жернова типа крупорушки из двух кругов; этот принцип используется в жерновах и на современных мельницах.
Нарезка продуктов — другой способ измельчения, предполагающий воздействие острым предметом, например, ножом, шинковкой, тёркой. В кулинарии известно несколько способов нарезки продуктов: соломкой, кубиками, дольками, кольцами и так далее. Выбор формы нарезки зависит от сырья и желаемой текстуры: перед температурной обработкой овощи можно нарезать ломтиками, чтобы они сохранили форму, а можно раскрошить в пасту. Нарезка может иметь и эстетическую цель, одним из видов такой нарезки является карвинг.
Физическое воздействие может приводить к тому, что продукт превращается в однородную массу: пасту или порошок. Так, под воздействием тяжёлых пестов, ямс превращается в фуфу, мясо — в паштет, а картофель — в пюре. Размалывание или раздавливание специй, к примеру, особыми ручными мельницами, высвобождает содержащиеся в них эфирные масла и способствует усилению аромата и вкуса. Из размолотого зерна (муки) производится огромное количество блюд: от кускуса до любых изделий из теста, от каш до напитков и соусов. Также измельчением зерна получают крахмал для приготовления десертов, алкогольных напитков, патоки.
Измельчение применяется при получении масла или сока из продукта. Различные продукты требуют разных инструментов: так, раздавливание винограда и оливок для приготовления вина и масла соответственно следует проводить осторожно, чтобы не разрушить косточку. С другой стороны, получение масла из подсолнечника, льна, хлопчатника и арахиса предполагает полное разрушение семян.

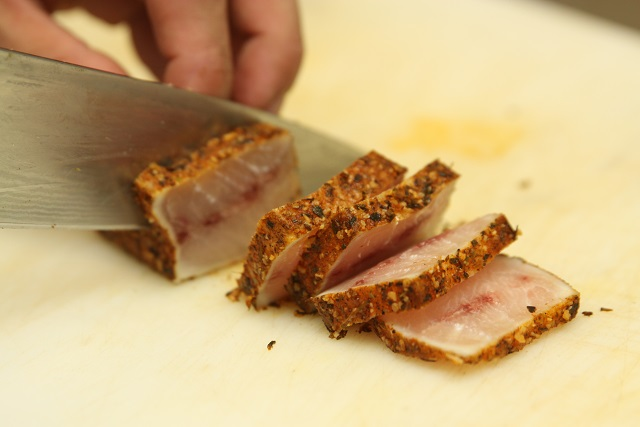
Нарезка готовой рыбы ножом
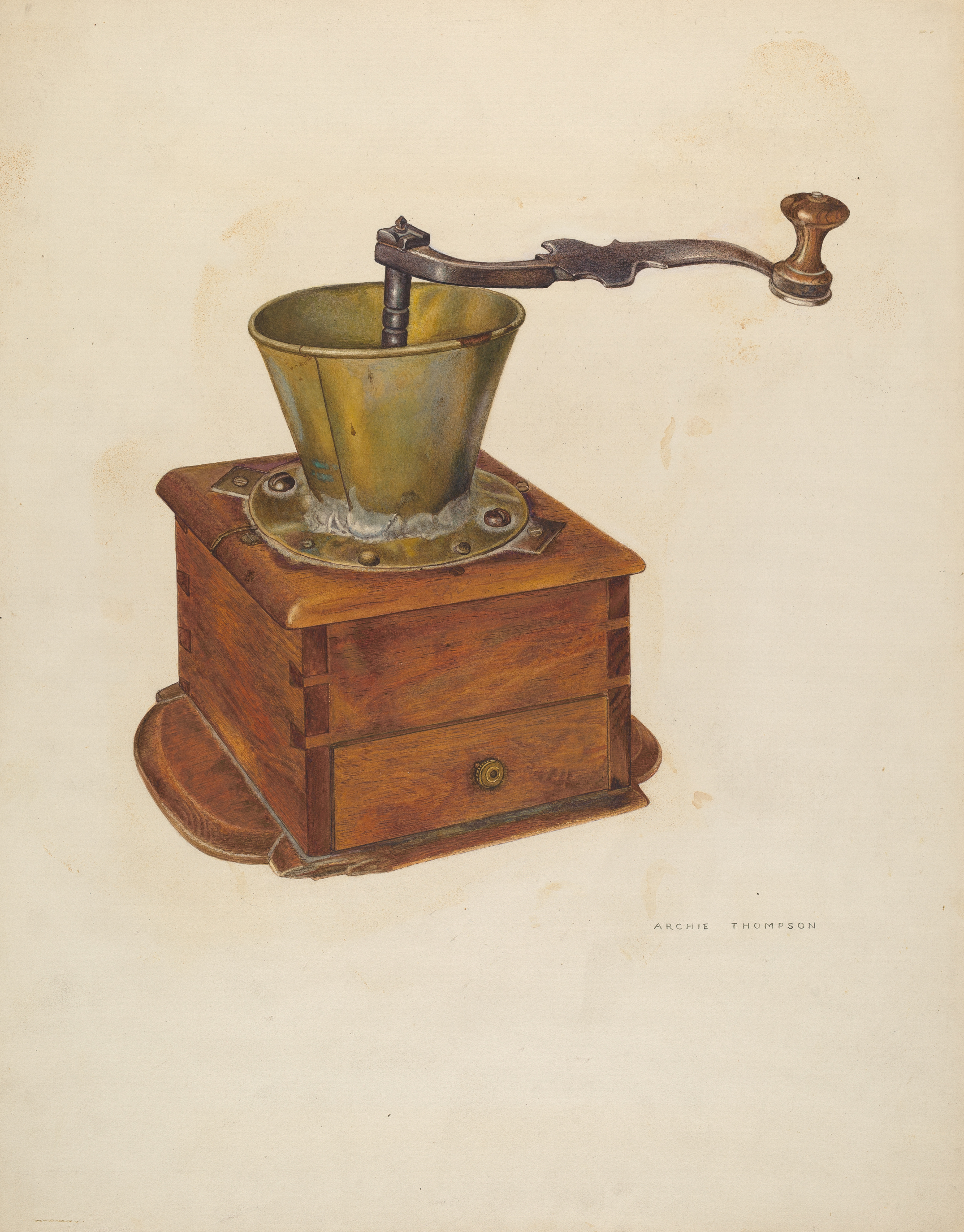
Ручная кофемолка
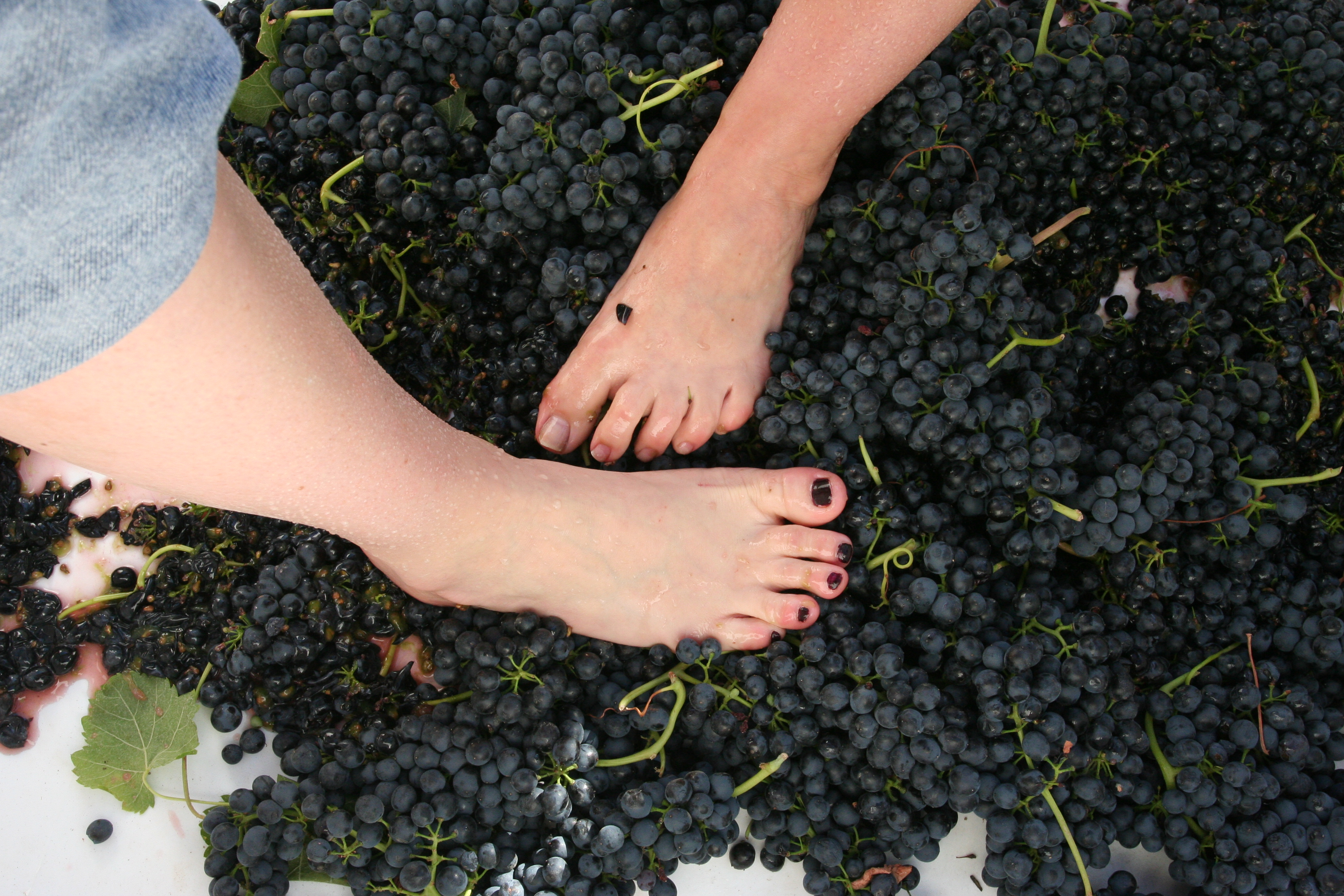
Раздавливание винограда ногами не разрушает косточки
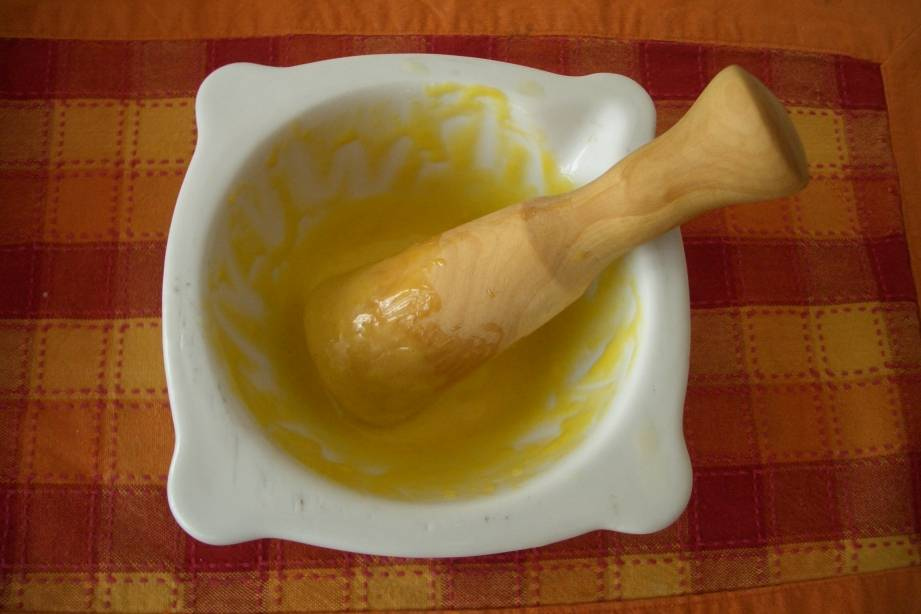
Перетирание чеснока с оливковым маслом в ступке для приготовления айоли

## В промышленности

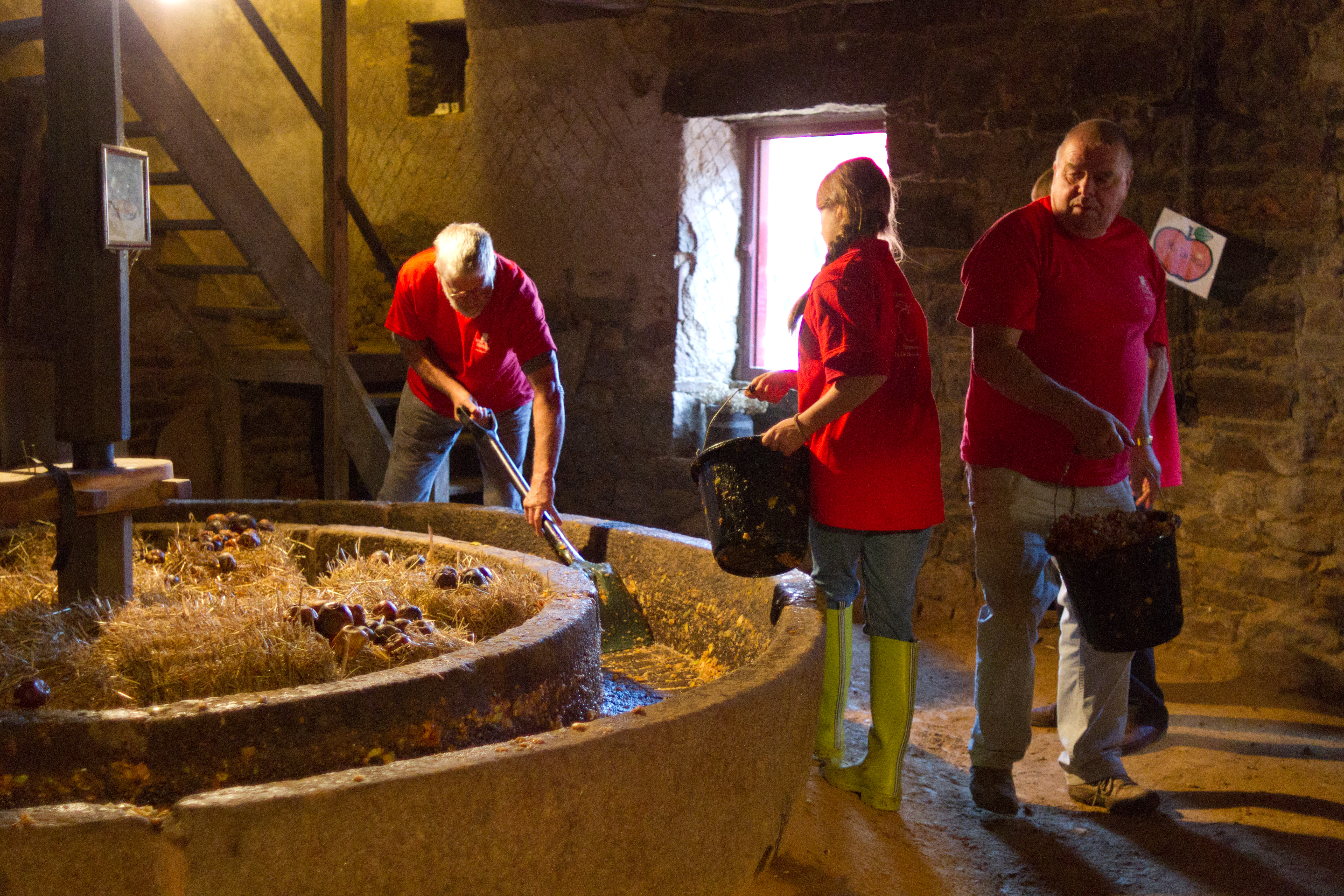
Яблокодробилка для производства сидра

При измельчении сырьё поглощает энергию инструмента и разделяется по линии наименьшего сопротивления. Выбор конкретного оборудования зависит от свойств измельчаемого продукта и желаемого размера фрагментов на выходе. Так, для измельчения сухого сырья в основном применяется сдавливание, для мягкого — ударное воздействие, а для волокнистых продуктов — резание; получение фрагментов до 3 мм возможно сдавливанием, более мелкие фрагменты получают ударным оборудованием (дробилками и так далее), а эмульсии требуют использования сверхточного оборудования, такого как коллоидная мельница.
В пищевой технологии измельчение контролируется несколькими параметрами, такими как коэффициент измельчения. К примеру, перловая крупа имеет больший размер гранул, чем ячневая. Измельчение часто происходит поэтапно: так, производство пшеничной муки тонкого помола требует перемалывания до 16 раз. Какао-бобы сперва попадают в молотковую или штифтовую дробилку, а затем в дисковый рафинатор либо барабанно-шаровую мельницу, которые размалывают их в пасту. Для получения какао-порошка пасту впоследствии подвергают сдавливанию, выжимая из неё масло.
Оборудование для измельчения не ограничивается механическими дробилками: используются также гидравлические и ультразвуковые машины.
Также важно контролировать само измельчаемое сырьё: так, если влажность зерна слишком велика, мельница будет его давить, а не молоть, а если слишком мала, то отруби смелются вместе с мукой и снизят её чистоту. Промышленные измельчители могут значительно нагреваться, что портит некоторое сырьё; так, при смалывании маття в порошок жернова не должны работать слишком быстро, иначе вкус и аромат чая изменятся. Аналогичный эффект даёт нагрев оборудования при помоле специй.
Измельчение сырья в промышленных объёмах может быть опасно: так, жареные бобы кофе при помоле выделяют углекислый газ, который может накапливаться возле дробилок и вызывать отравление у операторов.

### Оборудование для измельчения

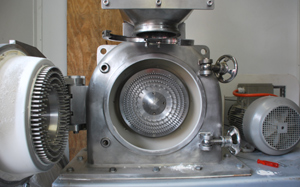
Штифтовая дробилка

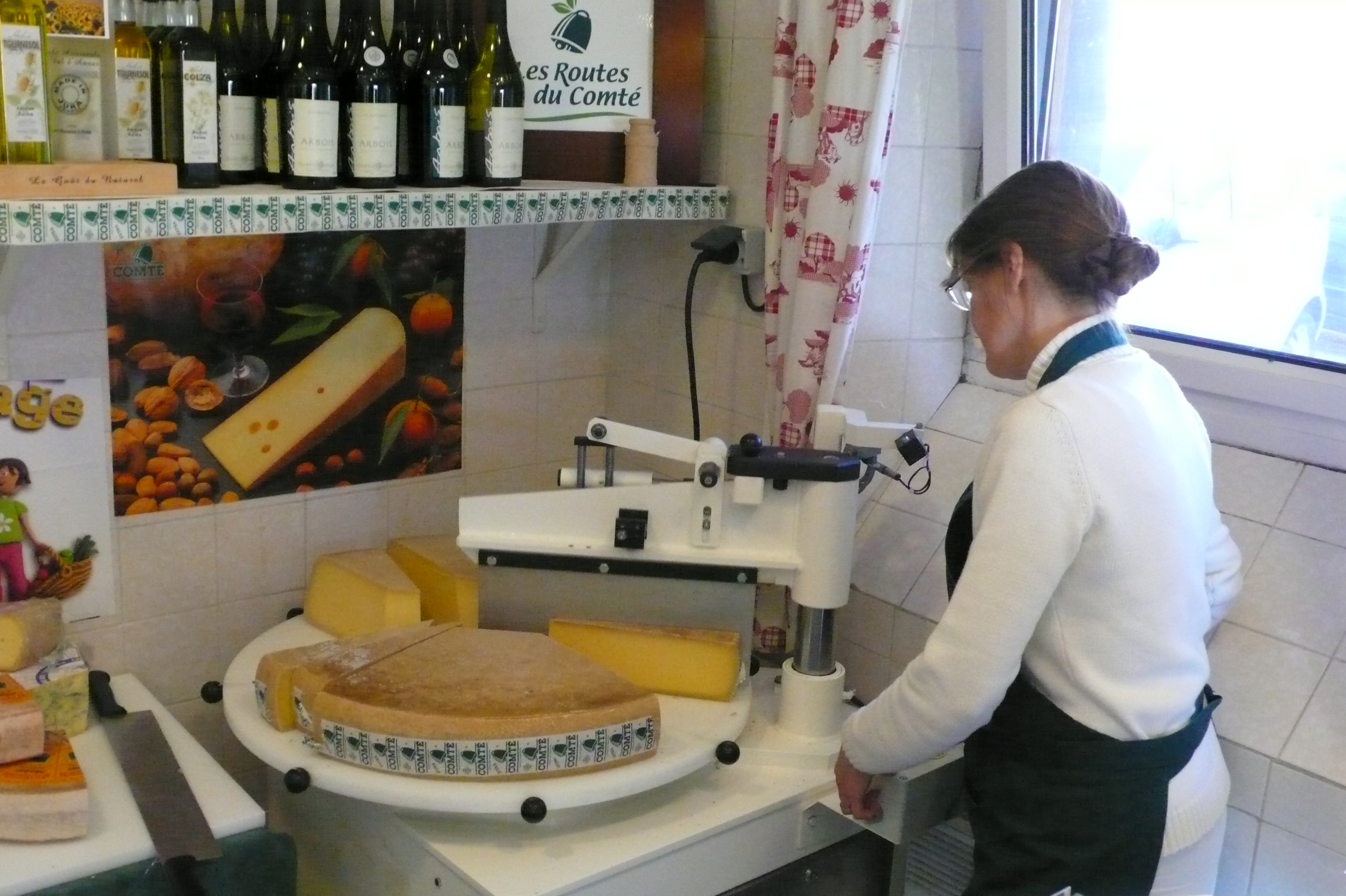
Ломтерезка для сыра

Примеры измельчительного оборудования с указанием того, какое сырьё в них измельчают.
- Вальцовая мельница, где сырьё прокатывается между близко расположенных цилиндров.
  - Зерно, тростниковый сахар, кофе, какао-бобы.
- Молотковая дробилка с закреплёнными на роторе молотками, разрушающими сырьё, попадающее между молотком и корпусом дробилки.
  - Специи, сахар, сухое молоко, давленные какао-бобы, сушёные фрукты и овощи.
- Штифтовая дробилка[англ.], измельчающая сырьё, попадающее между штифтов, насаженных на взаимно вращающиеся на одной оси диски.
  - Сахар, крахмал, жареные орехи, какао-порошок, специи.
- Дисковая мельница[англ.] с одним или двумя вертикально расположенными дисками, насаженными на общую ось и двигающимися друг относительно друга.
  - Зерно, кукуруза, какао-бобы, сахар, специи, орехи.
- Жерновая мельница с двумя круглыми жерновами, насаженными на общую ось. В отличие от дисковой мельницы, жернова расположены горизонтально, а сырьё подаётся сверху через отверстие возле оси.
  - Для помола в пасту или порошок.
- Коллоидная мельница с ротором, вращающимся относительно статора, расположенного в долях миллиметра от него.
  - для сверхтонкого помола.
- Барабанно-шаровая мельница, где смалывание происходит от ударов шаров, перекатываемых по барабану.
  - Для тонкого помола.
- Стержневая мельница, где вместо шаров перекатываются стержни.
  - Липкое сырьё.

Резальное оборудование подходит для мяса, фруктов, овощей и сушёных продуктов. Выбор машины диктуется желаемой формой и текстурой на выходе.
- Ломтерезка, яйцерезка — устройства с параллельными ножами.
  - Для получения ломтиков.
- Плющильный станок
  - Для получения хлопьев.
- Дайсер — машина с перекрещивающимися ножами.
  - Для нарезания кубиками.
- Шинковальное оборудование.
  - Для нарезки соломкой или тонкими ломтиками.
- Тёрка.
  - Для получения мелких фрагментов требуемой формы: соломки, крошки, стружки и так далее.
- Мясорубка, куттер с вращающейся чашей — машина, измельчающая сырьё ножами, укреплёнными на валу.
  - Для получения фарша.